# Doubravník
Doubravník település Csehországban, a Brno-vidéki járásban. Doubravník Olší, Běleč, Ochoz u Tišnova, Borač, Skorotice, Sejřek, Černvír és Pernštejnské Jestřabí településekkel határos. Lakosainak száma 859 fő (2024. január 1.).

## Népesség
A település lakosságának változását az alábbi diagram mutatja:
| Lakosok száma | 1129 | 1011 | 998  | 873  | 887  | 835  | 839  | 849  | 815  | 859  |
|               | 1869 | 1890 | 1921 | 1950 | 1980 | 2001 | 2017 | 2019 | 2022 | 2024 |